# 上坊乡
上坊乡，是中华人民共和国江西省上饶市万年县下辖的一个乡镇级行政单位。

## 行政区划
上坊乡下辖以下地区：
上坊村、富厂村、细港村、夏营村、湾里村、高墩村、港边村、奎田村、程源村和万年峰村。